# Nacionalsocialismo austríaco
El nacionalsocialismo austríaco fue un movimiento pangermánico que se formó a principios del siglo XX. El movimiento tomó forma concreta el 15 de noviembre de 1903 cuando se estableció el Partido Obrero Alemán (DAP) en Austria con su secretaría estacionada en la ciudad de Aussig (ahora Usti nad Labem en la República Checa). Fue suprimido bajo el Gobierno de Engelbert Dollfuss (1932-34), con su organización política, el DNSAP ("Partido Nacional Socialista Obrero Alemán") prohibido a principios de 1933, pero revivió e hizo parte del Partido Nazi alemán después de la Anexión alemana de Austria en 1938.

## Orígenes
Franko Stein, de Eger. (Cheb) y un aprendiz de encuadernador Ludwig Vogel, de Brüx, organizaron la Deutschnationaler Arbeiterbund (Liga Nacional de Trabajadores Alemanes) en 1893. Era una colección de trabajadores, aprendices y sindicalistas de ferrocarriles, minas e industrias textiles, que defendieron el nacionalismo como resultado de sus conflictos con las partes de la fuerza de trabajo que no hablan alemán, especialmente en los sistemas ferroviarios. En 1899, Stein pudo convocar un congreso de trabajadores en Eger y promulgó un programa de 25 puntos.
Otra convención fue convocada en abril de 1902, bajo el título de "Asociación alemana de trabajadores políticos para Austria" ("Deutschpolitischer Arbeiterverein für Österreich"), en Saaz. En Aussig, el 15 de noviembre de 1903, se reorganizaron con el nuevo nombre de "Deutsche Arbeiterpartei in Österreich" (DAP), el "Partido Alemán de los Trabajadores en Austria". En otros congresos partidistas, Hans Knirsch propuso llamarse a sí mismos el "Partido Nacionalsocialista" (Nacional-Socialista) o "Deutsch-soziale" (Alemán-social) del Partido Obrero. La propuesta fue bloqueada por los grupos bohemios, que no quisieron copiar el nombre del Partido Nacional Social Checo. Uno de los primeros miembros de este grupo es Ferdinand Burschowsky, un imprentista de Hohenstadt (Moravia), activo en la escritura y publicación.

## DNSAP
En un congreso del partido en Viena en mayo de 1918, el DAP cambió su nombre a Deutsche Nationalsozialistische Arbeiterpartei (DNSAP) y produjo un Programa Nacionalsocialista, que se cree que influyó en el posterior manifiesto Nazi alemán.
El DNSAP austríaco dividió en dos facciones en 1923, el Deutschsozialen Verein (Asociación Alemana-Social) dirigido por el Dr. Walter Riehl, y el Schulz-Gruppe. Después de 1930, la mayoría de los antiguos miembros de DNSAP se convirtieron en partidarios del NSDAP alemán dirigido por Adolf Hitler, nacido en Austria, y fueron uno de los principales elementos que lideraron el golpe pro nazi en 1938 que provocó el Anschluss de Austria con Alemania.
Los líderes del partido, que recibieron el apodo de Landesleiter por el reconocimiento de Hitler como Führer general, incluyeron a Alfred Proksch (1931-1933), Hermann Neubacher (1935) y Josef Leopold (1936-38), aunque el poder real recaía con frecuencia en Theodor Habicht, un alemán enviado por Hitler para supervisar la actividad nazi en Austria.